# Grijsborsthoningvogel
De grijsborsthoningvogel (Pachyglossa propria, synoniem Dicaeum proprium) is een zangvogel uit de familie Dicaeidae (bastaardhoningvogels).

## Verspreiding
De grijsborsthoningvogel komt voor in de bergen van Mindanao in het zuiden van de Filipijnen.

## Status
De grootte van de populatie is niet gekwantificeerd maar de soort wordt omschreven als schaars tot plaatselijk algemeen. Op de Rode lijst van de IUCN heeft deze soort de status niet bedreigd.